# Павловский, Александр Дмитриевич
Алекса́ндр Дми́триевич Павло́вский (13 октября 1857, Чуфарово, Ярославская губерния — 8 октября 1946, Сороки) — русский и румынский бактериолог, патологоанатом, фармаколог и хирург.

## Биография
Родился 1 октября 1857 года в Чуфарово (ныне — в Ростовском районе Ярославской области) в семье священника. После окончания школы, духовного училища и Ярославской духовной семинарии переехал в Польшу и поступил в Варшавский университет. После его окончания в 1876 году переехал в Петербург, где до 1883 года учился в Медико-хирургической академии, при этом какое-то время, будучи студентом МХА, работал земским врачом в Боровичском уезде Новгородской губернии. Свои успехи в должности земского врача публиковал в журналах «Здоровье» (1879), «Врачебные ведомости» (1881) и «Еженедельной клинической газеты». В 1883 году, получив диплом врача, направлен на практику в военный госпиталь, после окончания практики в 1885 году вернулся в медико-хирургическую академию в качестве ординатора хирургической клиники при МХА, затем — преподавателя, и год читал курс лекций студентам. В том же году успешно защитил докторскую диссертацию и получил учёное звание доктор медицинских наук. В 1886 году командирован в Берлин, где специализировался в лабораториях Р. Вирхова и Р. Коха, с 1889 года — в Париже специализировался в лаборатории Луи Пастера.
В 1889—1918 годы — профессор Киевского университета. В 1894 году был командирован в Париж, в течение года работал в Пастеровском институте. В 1895 году основал Киевский бактериологический институт, до 1918 года был его научным руководителем и заведующим сывороточным отделением. Во время русско-японской войны работал врачом в Маньчжурии, в годы 1-й мировой войны работал хирургом в военных госпиталях Киева.
В 1918 году эмигрировал в Бессарабию, работал хирургом в Кишинёве и Сороках.
А. Д. Павловский скончался 8 октября 1946 года в Сороках спустя всего неделю после празднования своего дня рождения. Незадолго до смерти в 1945 году писал в Киев А. П. Крымову: «Мне за 80, но я хочу вернуться в университет и умереть в Киеве».

## Научная деятельность
Основные научные работы посвящены изучению этиологии, патогенеза и клиники дифтерии, риносклеромы, туберкулёза, холеры и хирургических исследований.
- 1885 — Исследовал рожистое воспаление.
- 1887 — Предложил лечение сибирской язвы бактериями-антагонистами.
- 1889 — Изучал различные формы туберкулёза суставов.
- 1892 — Одним из первых доказал, что воспалительный очаг в организме имеет защитный характер.
- 1893 — Организовал изготовление противохолерной сыворотки, которая нашла широкое применение в Германии и Японии из-за эпидемии холеры.
- 1895 — Организовал изготовление противодифтерийной сыворотки.
- 1897 — Создал лекарственный препарат Риносклерин для лечения риносклеромы.
- 1929 — Исследовал природу бактериофага и его роли в иммунитете и терапии.
- Изучал антагонизм бактерий.
- Исследовал изучение взаимодействия микробов и организма.
- Разработал питательную среду для туберкулёзных бактерий.

### Избранные научные труды
- К учению о бактериотерапии. Лечение Сибирской язвы и судьба сибиреязвенных бацилл в организме. СПб., 1887.
- К учению об этиологии, способе происхождения и формах острого перитонита. СПб., 1889.
- О лечении риносклеромы риносклерином. Киев, 1894.
- К вопросу об иммунизации и серотерапии при риносклероме. М., 1897.

### Членство в обществах
- Основатель и член Киевского общества борьбы с заразными заболеваниями (1894).

## Семья
Жена — Лидия Ефимовна. Дочь — Ксения Александровна Павловская, родилась 21 февраля (5 марта) 1889 года, была крещена 21 февраля 1889 года в Иоанно-Златоустовской церкви города Киева. Воспреемники при крещении: дворянин Михаил Ефимович Филипченко и Раиса Капитоновна Чернова — жена профессора Императорского Университета Святого. Владимира в Киеве Василия Егоровича Чернова.